# Population Matters
Population Matters (англ. Optimum Population Trust, OPT) — рух за оптимальну чисельність населення; благодійна організація, що зареєстрована у Великій Британії і яка займається проблемами, пов'язаними зі зростанням чисельності населення Землі: забрудненням навколишнього середовища, виснаженням природних ресурсів, зміною клімату, вимиранням біологічних видів. Виступає за стабілізацію і наступне поступове скорочення чисельності жителів як Сполученого Королівства, так і Землі в цілому. Рух підтримує сексуальну освіту і планування сім'ї, закликає сімейні пари «зупинитися після другої дитини». Серед проблем, специфічних саме для Великої Британії, виділяє високий рівень підліткових і небажаних вагітностей, а також незбалансованість імміграції з еміграцією. Фінансується коштом його засновників та добровільних пожертвувань.
З урахуванням природних факторів, рух вважає оптимальним для планети населення від 2,7 до 5,1 мільярда людей, для Великої Британії — від 17 до 27 мільйонів.

## Історія та передумови
Організація «Питання народонаселення» була заснована як «Фонд оптимального народонаселення» після зустрічі 24 липня 1991 року покійного Девіда Віллі та інших людей, стурбованих кількістю населення та його стабільністю. До дій їх підштовхнула неспроможність уряду Сполученого Королівства реагувати на зростання чисельності населення та загрози його сталому розвитку.
Фонд оптимального народонаселення готував аналітичні матеріали та лобіював питання, пов'язані зі зростанням чисельності населення. Фонд отримав статус благодійної організації 9 травня 2006 року. У 2011 році було прийнято нову назву — «Питання народонаселення» (Population Matters).

## Імміграція
У 2015 році організація Population Matters опублікувала пост у блозі, в якому висловила незгоду із закликом Amnesty International до Великої Британії та інших країн ЄС «значно збільшити кількість місць для переселення та гуманітарного прийому біженців з Сирії», заявивши, що ці «країни повинні продовжувати підтримувати мігрантів з Сирії, які постраждали від громадянської війни та інших конфліктів у країнах, що межують з цими конфліктами». Згодом організація підтвердила, що це ніколи не було офіційною політикою «Питання народонаселення» і що вона була спростована і відкликана. Фонд «Оптимальне народонаселення» закликав до чисельно збалансованої або «нульової» міграції до Великої Британії, але не продовжував підтримувати цю політику як «Питання народонаселення». У 2015 році «Питання народонаселення» виступила за припинення виплати допомоги на дітей та податкових пільг для третіх і наступних дітей. У 2017 році організація припинила виступати за конкретні зміни в політиці, замінивши їх закликом до політики сталого народонаселення.

## Гасло
«Зупинись на двох!» (англ. Stop at two!)

## Засновники
- Сер Девід Аттенборо, відомий телеведучий.